# Moc
Moc – skalarna wielkość fizyczna określająca pracę wykonaną w jednostce czasu przez układ fizyczny. Z definicji, moc określa wzór:
{\displaystyle P={\frac {W}{t}},}
gdzie:
{\displaystyle P} – moc,
{\displaystyle W} – praca,
{\displaystyle t} – czas.
Wzór ten jest prawdziwy, gdy praca wykonywana jest w tym samym tempie (nie zmienia się w czasie). W przeciwnym wypadku powyższy wzór będzie określał moc średnią. Aby obliczyć moc chwilową, należy skorzystać z innego wzoru:
{\displaystyle P={\frac {\mathrm {d} W}{\mathrm {d} t}}.}
Moc mechaniczną można także obliczyć ze wzoru:
{\displaystyle P=Fv,}
gdzie:
{\displaystyle P} – moc,
{\displaystyle F} – siła działająca na ciało (np. siła ciągu),
{\displaystyle v} – prędkość ciała.
Moc może być również definiowana jako prędkość emisji energii (na przykład dla źródła światła, anteny, głośnika). Wzór na moc (przy stałym tempie emisji) przybiera wówczas postać:
{\displaystyle P={\frac {E}{t}},}
gdzie {\displaystyle E} jest energią emitowaną w czasie {\displaystyle t.}
Specyficzne zagadnienie mocy fizycznej w odniesieniu do człowieka i zwierząt omówione jest w haśle: silnik żywy.

## W elektryczności
Moc urządzeń elektrycznych wyraża się iloczynem natężenia przepływającego przez nie prądu {\displaystyle I} i napięcia elektrycznego {\displaystyle U,} do którego urządzenie jest włączone
{\displaystyle P=U\cdot I.}

### Straty mocy
Straty względem mocy zależą od przesyłanej mocy, przekroju poprzecznego żyły, długości przewodu oraz napięcia. Straty procentowe mocy można obliczyć ze wzoru:
Dla obwodów jednofazowych:
{\displaystyle \Delta U_{\%}={\frac {200\cdot P\cdot l}{\gamma \cdot S\cdot U_{f}^{2}}}}
gdzie:
{\displaystyle \Delta U_{\%}} – Strata procentowa mocy
{\displaystyle P} – moc czynna [W]
{\displaystyle l} – długość przewodu [m]
{\displaystyle \gamma } – konduktywność (przewodność, zależy od materiału z jakiego wykonane są żyły przewodu. Dla miedzi – 58,60, dla aluminium – 35,16)
{\displaystyle S} – Przekrój poprzeczny żyły [mm2]
{\displaystyle U_{f}} – Znamionowe napięcie fazowe (pomiędzy przewodem fazowym, a neutralnym urządzenia) [V]
Dla obwodów trójfazowych:
{\displaystyle \Delta U_{\%}={\frac {100\cdot P\cdot l}{\gamma \cdot S\cdot U_{m}^{2}}}}
gdzie:
{\displaystyle \Delta U_{\%}} – Strata procentowa mocy
{\displaystyle P} – moc czynna [W]
{\displaystyle l} – długość przewodu [m]
{\displaystyle \gamma } – konduktywność (przewodność, zależy od materiału z jakiego wykonane są żyły przewodu. Dla miedzi – 58,60, dla aluminium – 35,16)
{\displaystyle S} – Przekrój poprzeczny żyły [mm2]
{\displaystyle U_{m}} – Znamionowe napięcie międzyfazowe (faza 1 – faza 2) urządzenia zamiast napięcia fazowego (faza – neutralny) [V]

## Jednostka mocy
Jednostką mocy w układzie SI jest wat (W). Moc jest równa 1 wat, jeśli praca 1 dżula wykonywana jest w czasie 1 sekundy
{\displaystyle \mathrm {W={\frac {J}{s}}={\frac {kg\cdot m^{2}}{s^{3}}}} .}
Często używane wielokrotności:
1 mW = 0,001 W
1 kW = 1 000 W
1 MW = 1 000 000 W
Pozaukładowe jednostki mocy:
- erg na sekundę
- kilogramometr na sekundę
- koń mechaniczny (KM)
- koń parowy (HP)